# Mateo Kovačić
Mateo Kovačić (ur. 6 maja 1994 w Linzu) – chorwacki piłkarz, występujący na pozycji pomocnika w angielskim klubie Manchester City oraz w reprezentacji Chorwacji.

## Kariera klubowa
Mateo urodził się w Linzu, dokąd wyjechali uciekający przed wojną domową i szukający pracy jego rodzice. W Austrii w wieku 6 lat rozpoczął grę w akademii LASK Linz.

### Dinamo Zagrzeb
W wieku 13 lat został zauważony przez scoutów z wielu europejskich zespołów, m.in. VfB Stuttgart, Ajaxu, Juventusu i Bayernu Monachium, ale jego rodzina, na skutek działań skauta Bozidara Sikicia, wolała przenieść się do Zagrzebia, do szkółki Dinama.
W 2009 złamał kość piszczelową oraz strzałkową i powrócił do gry dopiero 31 maja 2010, na ostatni mecz w sezonie przeciwko drużynie U-17 RNK Split.
Cztery miesiące później, młody pomocnik rozpoczął treningi z pierwszą kadrą, prowadzoną przez Vahida Halilhodžicia. 20 listopada 2010 roku zadebiutował w meczu z Hrvatskim Dragovoljacem i trafił czwartego gola dla Dinama, w wygranym 6-0 spotkaniu. Ten gol sprawił, że został najmłodszym strzelcem bramki w historii ligi, w wieku 16 lat i 198 dni. 14 września 2010 zadebiutował w rozgrywkach Champions League stając się drugim najmłodszym zawodnikiem w historii, za Peterem Oforim-Quayem. Miał wtedy 17 lat i 215 dni. Mając 17 lat i 82 dni został najmłodszym w historii klubu kapitanem wyprowadzając zespół na ligowe spotkanie z NK Lučko. W rozgrywkach tych strzelił honorowego gola w przegranym 1:7 meczu z Olympique Lyon. 17 września 2011 w spotkaniu z NK Varaždin popisał się bramką i trzema asystami. Podczas finałowego meczu Pucharu Chorwacji 2012 z NK Osijek został strzelcem jednej z bramek. W październiku 2012 został nominowany do nagrody Golden Boy dla najlepszego młodego piłkarza w Europie. 17 listopada 2012 w meczu ligowym z NK Zagrzeb zdobył bramkę i zanotował dwie asysty. Barwy drużyny Modrich reprezentował w 43 meczach ligowych w których strzelił 6 bramek.

### Inter Mediolan
W styczniu 2013 został pozyskany przez Inter Mediolan za 11 mln euro, w sytuacji gdy nie udało się Internazionale pozyskać Paulinho. Pierwszą ofertę na 7 mln euro i jednego zawodnika Interu zarząd Dinamo odrzucił. Kwota ta może wzrosnąć o cztery miliony w zależności od osiągnięć uzyskiwanych przez piłkarza i klub. 2 mln euro otrzyma Dinamo, gdy Inter dwukrotnie w przeciągu czterech lat zagra w Lidze Mistrzów, a dwa następne jeżeli Nerazzurri zdobędą dwa scudetta w okresie najbliższych 4,5 roku. W historii chorwackiego futbolu droższy od Kovacicia jest tylko Luka Modrić. Mediolańczycy w walce o utalentowanego Chorwata pokonali m.in. Manchester City. W Interze otrzymał po odejściu Wesleya Sneijdera koszulkę z numerem 10 i zadebiutował w niej w meczu ze Sieną (1:3) 3 lutego. Wywalczenie miejsca w pierwszej jedenastce nie zajęło mu dużo czasu, a jego gra pozostawała bez zarzutu na tle niedysponowanych w tamtym okresie piłkarzy Interu Mediolan.

### Real Madryt
18 sierpnia 2015 podpisał sześcioletni kontrakt z Realem Madryt.

### Chelsea
8 sierpnia 2018 pomocnik został wypożyczony na jeden sezon do Chelsea.

## Kariera reprezentacyjna

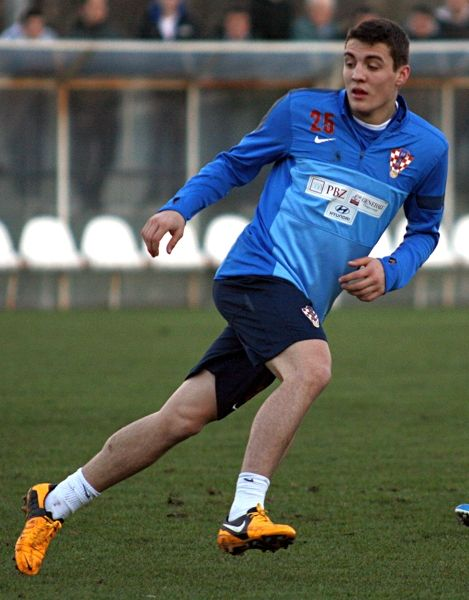
Kovacič w trakcie treningu reprezentacji

Swoją przygodę z reprezentacją rozpoczął w maju 2008 grając w towarzyskim meczu zespołu U-15 ze Słowacją. Obecnie jest członkiem zepołów U-19 i U-21. W sierpniu 2012 otrzymał premierowe powołanie do pierwszej reprezentacji na mecz ze Szwajcarią, lecz nie mógł z niego skorzystać z powodu kontuzji. W marcu 2013 r. ponownie otrzymał powołanie do kadry i zadebiutował w dniu 22 marca w meczu eliminacji do Mistrzostw Świata w Brazylii z Serbią (2:0).

## Styl gry
Mimo młodego wieku wyróżnia się boiskową inteligencją, wyszkoleniem technicznym, niekonwencjonalnym dryblingiem (w Serie A w sezonie 2012/13 ma średnią 4,4 udanych dryblingów na mecz), umiejętnością gry pod presją przeciwnika i wykonywaniem rzutów wolnych. Lubi cofnąć się głęboko po piłkę i szybkim podaniem uruchomić napastników. Jest piłkarzem wszechstronnym, potrafi zagrać jako lewoskrzydłowy, prawoskrzydłowy, trequartista i defensywny pomocnik. Sam twierdzi, że to właśnie w środku pola czuje się najlepiej.

## Życie prywatne
Jest synem Stipo Kovačicia i Stipy Ružicy, którzy pochodzą z bośniackiej miejscowości Kotor Varoš. Ma dwie siostry: Jelenę i Katerinę. Jest osobą wierzącą. W młodości był ministrantem. Czasem zakłada pod meczową koszulkę z Chrystusem. Zna chorwacki, angielski, niemiecki, hiszpański i włoski. Jego żoną jest znana chorwacka modelka Izabel Andrijanić – Kovačić.

## Statystyki

### Klubowe
Aktualne na 2 czerwca 2025.
| Klub               | Sezon              | Liga | Liga | Puchar | Puchar | Puchar Ligi | Puchar Ligi | Europa | Europa | Pozostałe | Pozostałe | Łącznie | Łącznie |
| Klub               | Sezon              | M    | G    | M      | G      | M           | G           | M      | G      | M         | G         | M       | G       |
| ------------------ | ------------------ | ---- | ---- | ------ | ------ | ----------- | ----------- | ------ | ------ | --------- | --------- | ------- | ------- |
| Dinamo Zagrzeb     | 2010/11            | 7    | 1    | 2      | 0      | –           | –           | 0      | 0      | –         | –         | 9       | 1       |
| Dinamo Zagrzeb     | 2011/12            | 25   | 4    | 7      | 1      | –           | –           | 12     | 1      | –         | –         | 44      | 6       |
| Dinamo Zagrzeb     | 2012/13            | 11   | 1    | 1      | 0      | –           | –           | 8      | 0      | –         | –         | 20      | 1       |
| Dinamo Zagrzeb     | Łącznie            | 43   | 6    | 10     | 1      | –           | –           | 20     | 1      | –         | –         | 73      | 8       |
| Inter Mediolan     | 2012/13            | 13   | 0    | 1      | 0      | –           | –           | 4      | 0      | –         | –         | 18      | 0       |
| Inter Mediolan     | 2013/14            | 32   | 0    | 3      | 0      | –           | –           | –      | –      | –         | –         | 35      | 0       |
| Inter Mediolan     | 2014/15            | 35   | 5    | 1      | 0      | –           | –           | 8      | 3      | –         | –         | 44      | 8       |
| Inter Mediolan     | Łącznie            | 80   | 5    | 5      | 0      | –           | –           | 12     | 3      | –         | –         | 97      | 8       |
| Real Madryt        | 2015/16            | 25   | 0    | 1      | 0      | –           | –           | 8      | 1      | –         | –         | 34      | 1       |
| Real Madryt        | 2016/17            | 27   | 1    | 4      | 0      | –           | –           | 6      | 1      | 2         | 0         | 39      | 2       |
| Real Madryt        | 2017/18            | 21   | 0    | 5      | 0      | –           | –           | 7      | 0      | 3         | 0         | 36      | 0       |
| Real Madryt        | Łącznie            | 73   | 1    | 10     | 0      | –           | –           | 22     | 2      | 5         | 0         | 109     | 3       |
| Chelsea (wyp.)     | 2018/19            | 32   | 0    | 2      | 0      | 5           | 0           | 12     | 0      | –         | –         | 51      | 0       |
| Chelsea            | 2019/20            | 31   | 1    | 6      | 0      | 1           | 0           | 8      | 1      | 1         | 0         | 47      | 2       |
| Chelsea            | 2020/21            | 27   | 0    | 3      | 0      | 2           | 0           | 10     | 0      | –         | –         | 42      | 0       |
| Chelsea            | 2021/22            | 25   | 2    | 5      | 0      | 5           | 0           | 6      | 0      | 3         | 0         | 44      | 2       |
| Chelsea            | 2022/23            | 27   | 1    | 1      | 0      | 1           | 0           | 8      | 1      | –         | –         | 37      | 2       |
| Chelsea            | Łącznie            | 142  | 4    | 17     | 0      | 14          | 0           | 44     | 2      | 4         | 0         | 221     | 6       |
| Manchester City    | 2023/24            | 30   | 1    | 5      | 1      | 1           | 0           | 6      | 0      | 4         | 1         | 46      | 3       |
| Manchester City    | 2024/25            | 31   | 6    | 3      | 0      | 1           | 0           | 6      | 1      | 1         | 0         | 42      | 7       |
| Manchester City    | Łącznie            | 61   | 7    | 8      | 1      | 2           | 0           | 12     | 1      | 5         | 1         | 88      | 10      |
| Łącznie w karierze | Łącznie w karierze | 399  | 23   | 50     | 2      | 16          | 0           | 110    | 9      | 14        | 1         | 589     | 35      |

### Reprezentacyjne

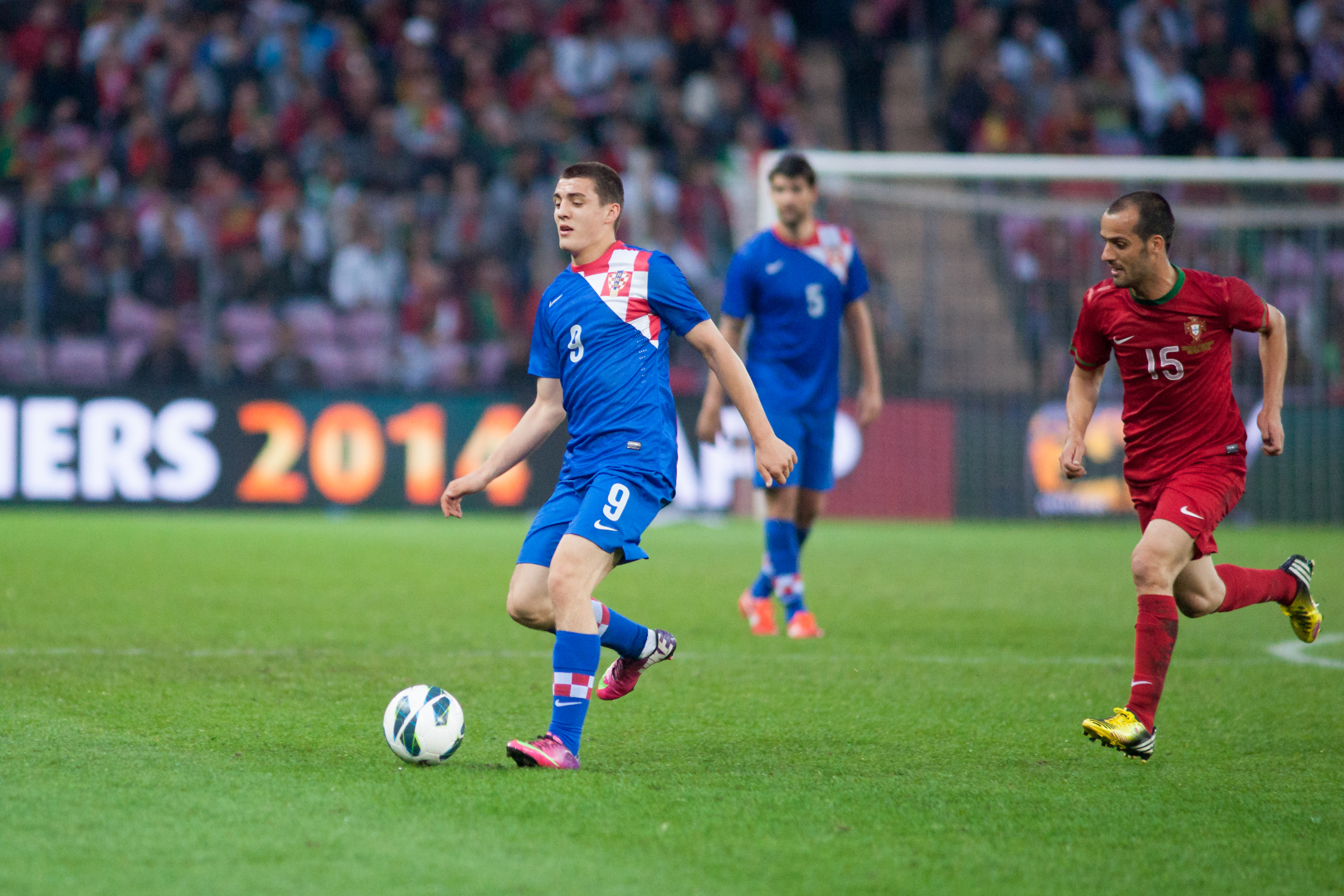
Mateo Kovačić w meczu reprezentacji Chorwacji z Portugalią

| Lp.  | Data                 | Miejsce                                                          | Rywal              | Wynik         | Rozgrywki             | Gol       | Minuty |
| ---- | -------------------- | ---------------------------------------------------------------- | ------------------ | ------------- | --------------------- | --------- | ------ |
| 1.   | 22 marca 2013        | Maksimir, Zagrzeb                                                | Serbia             | 2:0           | eliminacje do MŚ 2014 | –         | 90     |
| 2.   | 26 marca 2013        | Liberty Stadium, Cardiff                                         | Walia              | 2:1           | eliminacje do MŚ 2014 | –         | 30     |
| 3.   | 7 czerwca 2013       | Maksimir, Zagrzeb                                                | Szkocja            | 0:1           | eliminacje do MŚ 2014 | –         | 90     |
| 4.   | 10 czerwca 2013      | Stade de Genève, Genewa                                          | Portugalia         | 0:1           | mecz towarzyski       | –         | 24     |
| 5.   | 6 września 2013      | Stadion Crvena zvezda, Belgrad                                   | Serbia             | 1:1           | eliminacje do MŚ 2014 | –         | 27     |
| 6.   | 11 października 2013 | Maksimir, Zagrzeb                                                | Belgia             | 1:2           | eliminacje do MŚ 2014 | –         | 65     |
| 7.   | 19 listopada 2013    | Maksimir, Zagrzeb                                                | Islandia           | 2:0           | eliminacje do MŚ 2014 | –         | 75     |
| 8.   | 5 marca 2014         | Kybunpark, St. Gallen                                            | Szwajcaria         | 2:2           | mecz towarzyski       | –         | 56     |
| 9.   | 31 maja 2014         | Gradski vrt, Osijek                                              | Mali               | 2:1           | mecz towarzyski       | –         | 30     |
| 10.  | 7 czerwca 2014       | Estádio Metropolitano Roberto Santos, Salvador                   | Australia          | 1:0           | mecz towarzyski       | –         | 60     |
| 11.  | 12 czerwca 2014      | Neo Química Arena, São Paulo                                     | Brazylia           | 1:3           | MŚ 2014               | –         | 61     |
| 12.  | 19 czerwca 2014      | Arena da Amazônia, Manaus                                        | Kamerun            | 4:0           | MŚ 2014               | –         | 18     |
| 13.  | 23 czerwca 2014      | Itaipava Arena Pernambuco, Recife                                | Meksyk             | 1:3           | MŚ 2014               | –         | 32     |
| 14.  | 4 września 2014      | Stadion im. Aldo Drosiny, Pula                                   | Cypr               | 2:0           | mecz towarzyski       | –         | 78     |
| 15.  | 9 września 2014      | Maksimir, Zagrzeb                                                | Malta              | 2:0           | eliminacje do ME 2016 | –         | 45     |
| 16.  | 10 października 2014 | Stadion Narodowy im. Wasiła Lewskiego, Sofia                     | Bułgaria           | 1:0           | eliminacje do ME 2016 | –         | 10     |
| 17.  | 13 pażdziernika 2014 | Gradski vrt, Osijek                                              | Azerbejdżan        | 6:0           | eliminacje do ME 2016 | –         | 24     |
| 18.  | 12 listopada 2014    | Boleyn Ground, Londyn                                            | Argentyna          | 1:2           | mecz towarzyski       | –         | 45     |
| 19.  | 16 listopada 2014    | Stadion Giuseppego Meazzy, Mediolan                              | Włochy             | 1:1           | eliminacje do ME 2016 | –         | 62     |
| 20.  | 7 czerwca 2015       | Stadion Varteks, Varaždin                                        | Gibraltar          | 4:0           | mecz towarzyski       | Gol       | 45     |
| 21.  | 12 czerwca 2015      | Poljud, Split                                                    | Włochy             | 1:1           | eliminacje do ME 2016 | –         | 90     |
| 22.  | 3 września 2015      | Stadion Olimpijski w Baku, Baku                                  | Azerbejdżan        | 0:0           | eliminacje do ME 2016 | –         | 31     |
| 23.  | 10 października 2015 | Maksimir, Zagrzeb                                                | Bułgaria           | 3:0           | eliminacje do ME 2016 | –         | 90     |
| 24.  | 13 października 2015 | Ta’ Qali Stadium, Ta’ Qali                                       | Malta              | 1:0           | eliminacje do ME 2016 | –         | 90     |
| 25.  | 23 marca 2016        | Gradski vrt, Osijek                                              | Izrael             | 2:0           | mecz towarzyski       | –         | 33     |
| 26.  | 26 marca 2016        | Groupama Aréna, Budapeszt                                        | Węgry              | 1:1           | mecz towarzyski       | –         | 76     |
| 27.  | 4 czerwca 2016       | Stadion Rujevica, Rijeka                                         | San Marino         | 10:0          | mecz towarzyski       | –         | 45     |
| 28.  | 17 czerwca 2016      | Stade Geoffroy-Guichard, Saint-Étienne                           | Czechy             | 2:2           | ME 2016               | –         | 28     |
| 29.  | 21 czerwca 2016      | Matmut Atlantique, Bordeaux                                      | Hiszpania          | 2:1           | ME 2016               | –         | 8      |
| 30.  | 6 października 2016  | Stadion Loro-Boriçi, Szkodra                                     | Kosowo             | 6:0           | eliminacje do MŚ 2018 | –         | 90     |
| 31.  | 9 października 2016  | Ratinan stadion, Tampere                                         | Finlandia          | 1:0           | eliminacje do MŚ 2018 | –         | 90     |
| 32.  | 12 listopada 2016    | Maksimir, Zagrzeb                                                | Islandia           | 2:0           | eliminacje do MŚ 2018 | –         | 45     |
| 33.  | 24 marca 2017        | Maksimir, Zagrzeb                                                | Ukraina            | 1:0           | eliminacje do MŚ 2018 | –         | 11     |
| 34.  | 28 marca 2017        | A. Le Coq Arena, Tallinn                                         | Estonia            | 0:3           | mecz towarzyski       | –         | 90     |
| 35.  | 11 czerwca 2017      | Laugardalsvöllur, Reykjavík                                      | Islandia           | 0:1           | eliminacje do MŚ 2018 | –         | 90     |
| 36.  | 2 września 2017      | Maksimir, Zagrzeb                                                | Kosowo             | 1:0           | eliminacje do MŚ 2018 | –         | 55     |
| 37.  | 5 września 2017      | Yeni Eskişehir Stadyumu, Eskişehir                               | Turcja             | 0:1           | eliminacje do MŚ 2018 | –         | 71     |
| 38.  | 24 marca 2018        | Hard Rock Stadium, Miami                                         | Peru               | 0:2           | mecz towarzyski       | –         | 34     |
| 39.  | 28 marca 2018        | AT&T Stadium, Arlington                                          | Meksyk             | 1:0           | mecz towarzyski       | –         | 90     |
| 40.  | 3 czerwca 2018       | Anfield, Liverpool                                               | Brazylia           | 0:2           | mecz towarzyski       | –         | 32     |
| 41.  | 8 czerwca 2018       | Gradski vrt, Osijek                                              | Senegal            | 2:1           | mecz towarzyski       | –         | 25     |
| 42.  | 16 czerwca 2018      | Stadion Kaliningrad, Królewiec                                   | Nigeria            | 2:0           | MŚ 2018               | –         | 12     |
| 43.  | 21 czerwca 2018      | Stadion Niżny Nowogród, Niżny Nowogród                           | Argentyna          | 3:0           | MŚ 2018               | –         | 8      |
| 44.  | 26 czerwca 2018      | Rostow Ariena, Rostów nad Donem                                  | Islandia           | 2:1           | MŚ 2018               | –         | 82     |
| 45.  | 1 lipca 2018         | Stadion Niżny Nowogród, Niżny Nowogród                           | Dania              | 1:1 (k. 3:2)  | MŚ 2018               | –         | 49     |
| 46.  | 7 lipca 2018         | Stadion Olimpijski w Soczi, Soczi                                | Rosja              | 2:2 (k. 4:3)  | MŚ 2018               | –         | 32     |
| 47.  | 6 września 2018      | Estádio Algarve, Faro                                            | Portugalia         | 1:1           | mecz towarzyski       | –         | 90     |
| 48.  | 11 września 2018     | Estadio Manuel Martínez Valero, Elche                            | Hiszpania          | 0:6           | LN 2018/2019          | –         | 90     |
| 49.  | 12 października 2018 | Stadion Rujevica, Rijeka                                         | Anglia             | 0:0           | LN 2018/2019          | –         | 73     |
| 50.  | 21 marca 2019        | Maksimir, Zagrzeb                                                | Azerbejdżan        | 2:1           | eliminacje do ME 2020 | –         | 73     |
| 51.  | 8 czerwca 2019       | Gradski vrt, Osijek                                              | Walia              | 2:1           | eliminacje do ME 2020 | –         | 76     |
| 52.  | 11 czerwca 2019      | Stadion Varteks, Varaždin                                        | Tunezja            | 1:2           | mecz towarzyski       | –         | 55     |
| 53.  | 10 października 2019 | Poljud, Split                                                    | Węgry              | 3:0           | eliminacje do ME 2020 | –         | 23     |
| 54.  | 13 października 2019 | Cardiff City Stadium, Cardiff                                    | Walia              | 1:1           | eliminacje do ME 2020 | –         | 45     |
| 55.  | 16 listopada 2019    | Stadion Rujevica, Rijeka                                         | Słowacja           | 3:1           | eliminacje do ME 2020 | –         | 15     |
| 56.  | 19 listopada 2019    | Stadion im. Aldo Drosiny, Pula                                   | Gruzja             | 2:1           | mecz towarzyski       | –         | 65     |
| 57.  | 5 września 2020      | Estádio do Dragão, Porto                                         | Portugalia         | 1:4           | LN 2020/2021          | –         | 90     |
| 58.  | 8 września 2020      | Stade de France, Saint-Denis                                     | Francja            | 2:4           | LN 2020/2021          | –         | 90     |
| 59.  | 7 października 2020  | Kybunpark, St. Gallen                                            | Szwajcaria         | 2:1           | mecz towarzyski       | –         | 57     |
| 60.  | 11 października 2020 | Maksimir, Zagrzeb                                                | Szwecja            | 2:1           | LN 2020/2021          | –         | 61     |
| 61.  | 14 października 2020 | Maksimir, Zagrzeb                                                | Francja            | 1:2           | LN 2020/2021          | –         | 45     |
| 62.  | 14 listopada 2020    | Strawberry Arena, Solna                                          | Szwecja            | 1:2           | LN 2020/2021          | –         | 77     |
| 63.  | 17 listopada 2020    | Poljud, Split                                                    | Portugalia         | 2:3           | LN 2020/2021          | Gol · Gol | 90     |
| 64.  | 24 marca 2021        | Stadion Stožice, Lublana                                         | Słowenia           | 0:1           | eliminacje do MŚ 2022 | –         | 83     |
| 65.  | 27 marca 2021        | Stadion Rujevica, Rijeka                                         | Cypr               | 1:0           | eliminacje do MŚ 2022 | –         | 13     |
| 66.  | 30 marca 2021        | Stadion Rujevica, Rijeka                                         | Malta              | 3:0           | eliminacje do MŚ 2022 | –         | 90     |
| 67.  | 6 czerwca 2021       | Stadion Króla Baudouina I, Bruksela                              | Belgia             | 0:1           | mecz towarzyski       | –         | 61     |
| 68.  | 13 czerwca 2021      | Stadion Wembley, Londyn                                          | Anglia             | 0:1           | ME 2020               | –         | 85     |
| 69.  | 18 czerwca 2021      | Hampden Park, Glasgow                                            | Czechy             | 1:1           | ME 2020               | –         | 87     |
| 70.  | 22 czerwca 2021      | Hampden Park, Glasgow                                            | Szkocja            | 3:1           | ME 2020               | –         | 90     |
| 71.  | 28 czerwca 2021      | Parken, Kopenhaga                                                | Hiszpania          | 3:5 (pd.)     | ME 2020               | –         | 79     |
| 72.  | 1 września 2021      | Stadion Łużniki, Moskwa                                          | Rosja              | 0:0           | eliminacje do MŚ 2022 | –         | 90     |
| 73.  | 4 września 2021      | Tehelné pole, Bratysława                                         | Słowacja           | 1:0           | eliminacje do MŚ 2022 | –         | 84     |
| 74.  | 7 września 2021      | Poljud, Split                                                    | Słowenia           | 3:0           | eliminacje do MŚ 2022 | –         | 76     |
| 75.  | 8 października 2021  | AEK Arena, Larnaka                                               | Cypr               | 3:0           | eliminacje do MŚ 2022 | –         | 63     |
| 76.  | 26 marca 2022        | Education City Stadium, Ar-Rajjan                                | Słowenia           | 1:1           | mecz towarzyski       | –         | 69     |
| 77.  | 29 marca 2022        | Education City Stadium, Ar-Rajjan                                | Bułgaria           | 2:1           | mecz towarzyski       | –         | 45     |
| 78.  | 3 czerwca 2022       | Gradski vrt, Osijek                                              | Austria            | 0:3           | LN 2022/2023          | –         | 71     |
| 79.  | 6 czerwca 2022       | Poljud, Split                                                    | Francja            | 1:1           | LN 2022/2023          | –         | 79     |
| 80.  | 10 czerwca 2022      | Parken, Kopenhaga                                                | Dania              | 1:0           | LN 2022/2023          | –         | 45     |
| 81.  | 13 czerwca 2022      | Stade de France, Saint-Denis                                     | Francja            | 1:0           | LN 2022/2023          | –         | 90     |
| 82.  | 22 września 2022     | Maksimir, Zagrzeb                                                | Dania              | 2:1           | LN 2022/2023          | –         | 78     |
| 83.  | 25 września 2022     | Ernst-Happel-Stadion, Wiedeń                                     | Austria            | 3:1           | LN 2022/2023          | –         | 84     |
| 84.  | 16 listopada 2022    | Prince Faisal bin Fahd Stadium, Rijad                            | Arabia Saudyjska   | 1:0           | towarzyski            | –         | 45     |
| 85.  | 23 listopada 2022    | Al Bayt Stadium, Al-Chaur                                        | Maroko             | 0:0           | MŚ 2022               | –         | 79     |
| 86.  | 27 listopada 2022    | Stadion Międzynarodowy Chalifa, Doha                             | Kanada             | 4:1           | MŚ 2022               | –         | 86     |
| 87.  | 1 grudnia 2022       | Ahmed bin Ali Stadium, Ar-Rajjan                                 | Belgia             | 0:0           | MŚ 2022               | –         | 90     |
| 88.  | 5 grudnia 2022       | Al Janoub Stadium, Al-Wakra                                      | Japonia            | 1:1 (pk. 3:1) | MŚ 2022               | –         | 99     |
| 89.  | 9 grudnia 2022       | Education City Stadium, Ar-Rajjan                                | Brazylia           | 1:1 (pk. 4:2) | MŚ 2022               | –         | 105    |
| 90.  | 13 grudnia 2022      | Lusail Stadium, Lusajl                                           | Argentyna          | 0:3           | MŚ 2022               | –         | 90     |
| 91.  | 17 grudnia 2022      | Stadion Międzynarodowy Chalifa, Doha                             | Maroko             | 2:1           | MŚ 2022               | –         | 90     |
| 92.  | 25 marca 2023        | Poljud, Split                                                    | Walia              | 1:1           | eliminacje do ME 2024 | –         | 76     |
| 93.  | 28 marca 2023        | Timsah Arena, Bursa                                              | Turcja             | 2:0           | eliminacje do ME 2024 | Gol · Gol | 90     |
| 94.  | 14 czerwca 2023      | Stadion Feijenoord, Rotterdam                                    | Holandia           | 4:2 (pd.)     | LN 2022/2023          | –         | 85     |
| 95.  | 18 czerwca 2023      | Stadion Feijenoord, Rotterdam                                    | Hiszpania          | 0:0 (pk. 4:5) | LN 2022/2023          | –         | 120    |
| 96.  | 12 października 2023 | Opus Arena, Osijek                                               | Turcja             | 0:1           | eliminacje do ME 2024 | –         | 80     |
| 97.  | 15 października 2023 | Cardiff City Stadium, Cardiff                                    | Walia              | 1:2           | eliminacje do ME 2024 | –         | 90     |
| 98.  | 23 marca 2024        | Stadion Międzynarodowy w Kairze, Kair                            | Tunezja            | 0:0 (5:4 pk.) | mecz towarzyski       | –         | 69     |
| 99.  | 26 marca 2024        | New Administrative Capital Stadium, Nowa Stolica Administracyjna | Egipt              | 2:4           | mecz towarzyski       | –         | 45     |
| 100. | 3 czerwca 2024       | Stadion Rujevica, Rijeka                                         | Macedonia Północna | 3:0           | mecz towarzyski       | –         | 45     |
| 101. | 8 czerwca 2024       | Estádio Nacional, Oeiras                                         | Portugalia         | 2:1           | mecz towarzyski       | –         | 75     |
| 102. | 15 czerwca 2024      | Stadion Olimpijski w Berlinie, Berlin                            | Hiszpania          | 0:3           | ME 2024               | –         | 65     |
| 103. | 19 czerwca 2024      | Volksparkstadion, Hamburg                                        | Albania            | 2:2           | ME 2024               | –         | 90     |
| 104. | 24 czerwca 2024      | Red Bull Arena, Lipsk                                            | Włochy             | 1:1           | ME 2024               | –         | 70     |
| 105. | 5 września 2024      | Estádio da Luz, Lizbona                                          | Portugalia         | 1:2           | LN 2024/2025          | –         | 90     |
| 106. | 8 września 2024      | Opus Arena, Osijek                                               | Polska             | 1:0           | LN 2024/2025          | –         | 79     |
| 107. | 15 listopada 2024    | Hampden Park, Glasgow                                            | Szkocja            | 0:1           | LN 2024/2025          | –         | 90     |
| 108. | 18 listopada 2024    | Poljud, Split                                                    | Portugalia         | 1:1           | LN 2024/2025          | –         | 45     |
| 109. | 20 marca 2025        | Poljud, Split                                                    | Francja            | 2:0           | LN 2024/2025          | –         | 90     |
| 110. | 23 marca 2025        | Stade de France, Saint-Denis                                     | Francja            | 0:2 (pk. 4:5) | LN 2024/2025          | –         | 82     |

## Sukcesy

### Klubowe
Dinamo Zagrzeb
- Mistrzostwo Chorwacji: 2010/11, 2011/12, 2012/13
- Puchar Chorwacji: 2010/11, 2011/12

Real Madryt
- Mistrzostwo Hiszpanii: 2016/17
- Superpuchar Hiszpanii: 2017
- Liga Mistrzów UEFA: 2015/16, 2016/17, 2017/18
- Superpuchar Europy UEFA: 2016, 2017
- Klubowe mistrzostwo świata: 2016, 2017

Chelsea
- Liga Mistrzów UEFA: 2020/21
- Liga Europy UEFA: 2018/19
- Superpuchar Europy UEFA: 2021
- Klubowe mistrzostwo świata: 2021

### Chorwacja
Mistrzostwa świata
- Wicemistrzostwo: 2018
- 3. miejsce: 2022

### Indywidualne
- Chorwacka Piłkarska Nadzieja Roku: 2011
- San Siro Gentleman Awards – rewelacja roku: 2013[26]

## Odznaczenia
- Order Księcia Branimira (2018)[27]